# Chunchet
Chunchet (nepalski: चुम्चेत) – gaun wikas samiti w zachodniej części Nepalu w strefie Gandaki w dystrykcie Gorkha. Według nepalskiego spisu powszechnego z 2001 roku liczył on 236 gospodarstw domowych i 1009 mieszkańców (509 kobiet i 500 mężczyzn).